# Mỹ Ngãi
Mỹ Ngãi là một phường thuộc tỉnh Đồng Tháp, Việt Nam.

## Địa lý
Phường Mỹ Ngãi có vị trí địa lý:
- Phía đông giáp phường Mỹ Trà và xã Ba Sao.
- Phía tây giáp tỉnh An Giang.
- Phía nam giáp phường Cao Lãnh.
- Phía bắc giáp xã Phong Mỹ và Phương Thịnh

Phường Mỹ Ngãi có diện tích 49,00 km², dân số năm 2025 là 50.504 người, mật độ dân số đạt 1.030 người/km².

## Hành chính
Phường Mỹ Ngãi được chia thành 16 khóm: 1, 2, 3, 4, 5, 6, 7, 8, 9, 10, 11, 12, 13, 14, 15, 16.

## Lịch sử
Ngày 16 tháng 1 năm 2007, Chính phủ ban hành Nghị định 10/2007/NĐ-CP về việc thành lập thành phố Cao Lãnh thuộc tỉnh Đồng Tháp. Xã Mỹ Ngãi trực thuộc thành phố Cao Lãnh.
Ngày 24 tháng 11 năm 2024, thành lập phường Mỹ Ngãi trên cơ sở toàn bộ 6,19 km² diện tích tự nhiên, quy mô dân số là 5.394 người của xã Mỹ Ngãi và toàn bộ 8,24 km² diện tích tự nhiên, quy mô dân số là 13.833 người của Phường 11.
Ngày 16 tháng 6 năm 2025, Uỷ ban thường vụ Quốc hội ban hành Nghị quyết số 1663/NQ-UBTVQH15 về việc sắp xếp đơn vị hành chính cấp xã của tỉnh Đồng Tháp năm 2025. Theo đó, sắp xếp toàn bộ diện tích tự nhiên, quy mô dân số của phường Mỹ Ngãi và xã Mỹ Tân (thành phố Cao Lãnh) và xã Tân Nghĩa thành phường mới có tên gọi là phường Mỹ Ngãi
Phường Mỹ Ngãi có 49,00 km² diện tích tự nhiên và quy mô dân số là 50.504 người.